# Rainlendar
Rainlendar ist eine Kalender-Software des finnischen Entwicklers Kimmo „Rainy“ Pekkola für Windows, Mac OS X und Linux (seit Version 2 Beta). Darüber hinaus kann das Programm auch als Plug-in unter LiteStep eingesetzt werden.
Rainlendar zeichnet sich durch eine leicht anpassbare Benutzer-Oberfläche (mittels Skins) aus. Der Kalender kann sich transparent auf den Windows-Desktop legen und ist (per rechter Maustaste) u. a. aus der Windows-Notification-Area zu verwalten. Er verfügt über gängige Funktionen wie Aufgaben-Liste und Erinnerungs-Alarm. Unterschiedliche Ereignistypen können dabei mit verschiedenen Symbolen dargestellt werden. Die Kalendersoftware ist darüber hinaus standardmäßig in der Lage, gebräuchliche Formate wie iCal-Dateien per Plug-in zu importieren bzw. zu speichern.
Bis zur letzten freien Version enthielt Rainlendar, sowohl für Windows als auch Linux, einen eingebauten Server, über welchen verteilte Rainlendar-Einzelanwendungen (Clients) synchronisiert werden können. In den aktuellen und weiterhin kostenlosen Lite-Versionen ist diese Funktion nicht mehr verfügbar. Die kostenpflichtige Pro-Version unterstützt dafür allerdings WebDAV und ermöglicht die Synchronisation mit Google Kalender oder die Anbindung an Outlook.
Rainlendar unterstützt etwa 50 Sprachen und es sind zahlreiche Skins mit individuellen Oberflächen-Designs verfügbar.
Alternativen zu Rainlendar sind zum Beispiel Korganizer, GNOME-Kalender (beide für Linux) oder Lightning.